# Turkiska superligan i ishockey
Turkiets superligan i ishockey (turkiska: Türkiye Buz Hokeyi Süper Ligi) är den högsta nivån i ishockeyns seriespel för herrar i Turkiet. Den hade premiär 1993.